# Véhicule blindé multi-rôles
Le véhicule blindé multirôle (VBMR) « Griffon » est un véhicule de transport de troupes destiné à remplacer le Véhicule de l'avant blindé au sein de l'armée de Terre française dans le cadre du programme Scorpion.

## Historique
L'armée française prépare le remplacement du Véhicule de l'avant blindé (VAB) depuis le début des années 2000. Pour cela, elle envisage selon la cible 2020 du Livre blanc sur la défense et la sécurité nationale 2013 l'achat de 2 080 exemplaires.
Renault Trucks Défense présente l'Armoured Multirol Carrier en juin 2008 au salon Eurosatory. Il est proposé à l'armée de Terre française en remplacement du VAB du même constructeur.
En 2009, Nexter propose le véhicule blindé Bushmaster, sous le nom de Broussard. Dans cette compétition, le Bushmaster est donc opposé au Armoured Multirol Carrier de Renault.
Mais en 2014, le ministère de la Défense confie le développement du VBMR à Nexter, Thales, et Renault Trucks Defense qui ont annoncé leur volonté de collaboration dès 2011,.
La direction générale de l'Armement prononce la qualification du Griffon le 24 juin 2019, ce qui permet la livraison des premiers véhicules le 4 juillet 2019. Fin 2021, 339 exemplaires du VBMR Griffon ont été livrés à l'armée de terre.
Les premiers exemplaires opérationnels ont défilé sur les Champs-Élysées lors du défilé militaire du 14 Juillet 2019.
En 2025, l’infanterie SCORPION devrait atteindre une première capacité d'infovalorisation et de combat collaboratif, les véhicules blindés multirôles Griffon ayant commencé à remplacer les VAB quadragénaires en 2019 et la moitié des Griffon commandés devant avoir été livrés.

## Aspects techniques

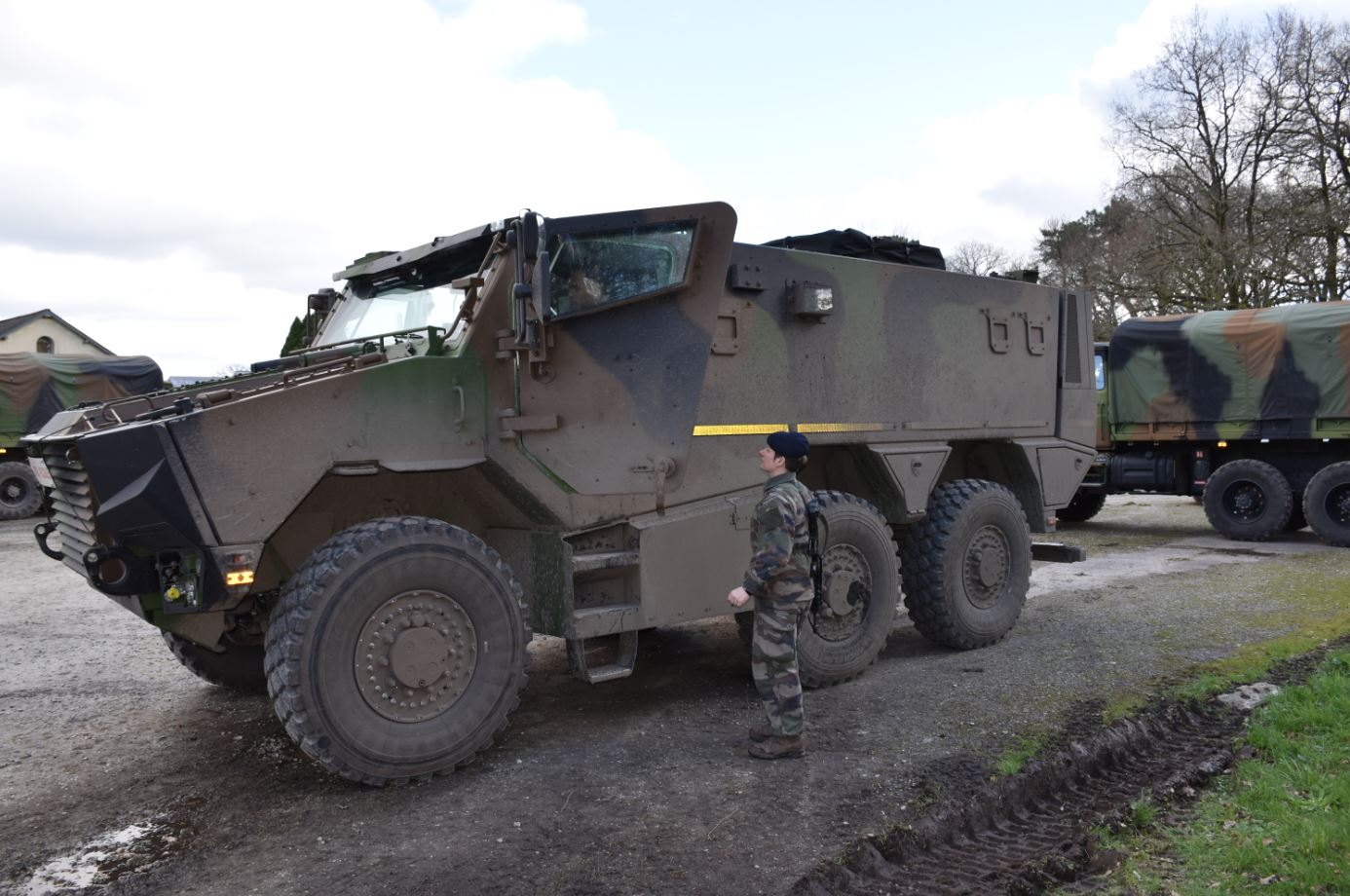
Griffon en maintenance au 2e RMAT en 2020.

Le véhicule est conçu sur une architecture 6 × 6, il permet de transporter jusqu'à neuf fantassins.
Le prix ne devra pas dépasser le million d'euros par unité. En outre, 70 % de ses équipements seront communs avec le successeur de l'ERC-90 Sagaie et de l'AMX-10 RC, l'EBRC Jaguar (pour engin blindé de reconnaissance et de combat), parmi lesquels : la suspension, fournie par le strasbourgeois Quiri, le système d'interphonie Elips par Elno à Argenteuil et le système acoustique de détection de tirs Pilar V par Metravib à Lyon.
L'achat de ce véhicule entre dans le cadre du programme Scorpion (Synergie du contact renforcée par la polyvalence et l’infovalorisation) destiné à moderniser l'Arme blindée et cavalerie de l'Armée de terre, avec la modernisation des chars Leclerc, le remplacement des VAB par le VBMR Griffon et VBMR-L Serval ainsi que la relève des ERC-90 Sagaie, AMX-10 RC et VAB HOT par l'EBRC Jaguar.
Le groupe de combat embarqué comporte un pilote, un tireur et 9 combattants. Une compagnie d'infanterie dispose théoriquement de 17 Griffon : un Griffon de commandement, trois sections à 4 Griffon dits "rang", une section d'appui avec deux véhicules équipés du missile MMP et deux avec des mortiers de 81 mm. Un autre Griffon peut être associé pour le transport d'une équipe de tireurs d'élite.
Les véhicules sont conçus pour une maintenance simplifiée. Par exemple, ils sont équipés de capteurs placés sur les principaux organes du véhicule, tels que la suspension, les plaquettes de frein et la boîte de vitesses, qui permettent une « maintenance prédictive ». Ils disposent de moteurs civils standard militarisés, notamment pour accepter les différents types de carburant disponibles en Afrique et ailleurs sur les théâtres d'opérations.
Sur les 1 872 Griffon du programme Scorpion prévus pour l’armée française, il est annoncé en novembre 2020 qu'une partie ne sera pas armée du tourelleau téléopéré. Le Chef d'État-Major des armées François Lecointre annonce à cette date un taux d’équipement en tourelles de 75 % jusqu’en 2025, puis de 50 % au-delà car les armées ne disposent pas pour l’instant du budget nécessaire à l’équipement de l’ensemble des Griffon.

### Électronique
L'électronique  du Griffon se distingue principalement par sa vétronique. La vétronique est l'électronique embarquée des véhicules, plus précisément l'architecture de leur système de navigation, de contrôle, de communication, d'observation et de protection. L'utilisation de la vétronique impose au Griffon des calculateurs à transistors, compacts tout en étant puissants. Le réseau vétronique intégrera  par exemple le futur poste radio logiciel CONTACT. Il permettra aussi d'améliorer les communications intra et inter-véhicules afin de permettre un mode de combat collaboratif. L'idée est qu'une cible détectée par un Griffon puisse être « traitée » par l'équipage d'un ERBC Jaguar lequel recevra les données en temps réel. L'équipage du Griffon pourra aussi avoir une idée précise de la situation des véhicules amis, elle aussi donnée en temps réel grâce au réseau vétronique.
Les véhicules du programme SCORPION posséderont tous un système d'information commun (SICS) développé par Atos-Bull. Pour l'alimenter, le Griffon possèdera un système optique ANTARES développé par Thales. Ce système d'une résolution de 5 millions de pixels permettra une visualisation de la situation de 360° sur un arc vertical allant de -15° à + 65°, de jour comme de nuit. Ce système sera aussi capable de détecter un télémètre laser provenant d'une jumelle d'un ennemi et de réagir en lâchant des fumigènes pour échapper à la vue de cet ennemi. Le Griffon sera doté aussi de quatre microphones sur le toit produits par la société Metravib Defence, capables de détecter un coup de feu et donc la position du tireur par triangulation avec les données recueillies par les autres véhicules connectés. La tourelle pourra alors pivoter automatiquement pour faire feu. Les Griffons seront aussi dotés de capteurs recueillant automatiquement les données mécaniques pour faciliter la maintenance.

### Propulsion hybride
La nouvelle stratégie énergétique des armées publiée en juillet 2020 envisage un Griffon à propulsion hybride. Les véhicules d'origine sont à la norme Euro-3 alors que depuis 2009 tous les véhicules neufs doivent être conforme à la norme Euro-6, nettement plus contraignante en matière d’émission de gaz nocifs et/ou à effet de serre. En sus de permettre le respect de cette norme, la propulsion hybride offre de nombreux avantages : moins d'émissions infrarouges, moindre consommation (coût au km, allégement de la logistique et du risque de pénurie), accélérations, possibilité de rouler silencieusement sur 10 km, fourniture d'électricité pour les différents systèmes de mission toujours plus gourmands et plus nombreux, et même de pouvoir servir de groupe électrogène.
En 2022, la conclusion d'une étude de levée de risque menée par le Groupement momentané d’entreprises [GME] EBMR, composé de Nexter, d’Arquus et de Thales, et la Direction générale de l’armement [DGA] sur l’intégration de batteries Lithium-on dans les  véhicules militaires est présentés à la Section technique de l’armée de Terre [STAT], à la Structure intégrée du maintien en condition opérationnelle des matériels terrestres [SIMMT] et au Service de l'énergie opérationnelle [SEO]. La  technologie lithium-ion permet de multiplier par 2 voire 3 la durée de veille, et de diviser par 2 le temps de recharge par rapport à la technologie acide/plomb, mais il faut maîtriser le risque d'emballements thermique lié au lithium.
Le GME EBMR a étudié une « architecture pour le véhicule Griffon », une maquette a permis de tester le système complet avec DGA Techniques Terrestres [DGA TT].
En mai 2023, Arquus renforce le partenariat qu’il avait noué deux ans plus tôt avec l’École nationale supérieure de techniques avancées [ENSTA] Bretagne - qui est sous la tutelle de la Direction générale de l’armement - par la création du laboratoire THOR, dédié à l’hybridation des véhicules lourds.
L’armée de Terre espère disposer de ses premiers Griffon hybrides en 2025.

## Versions

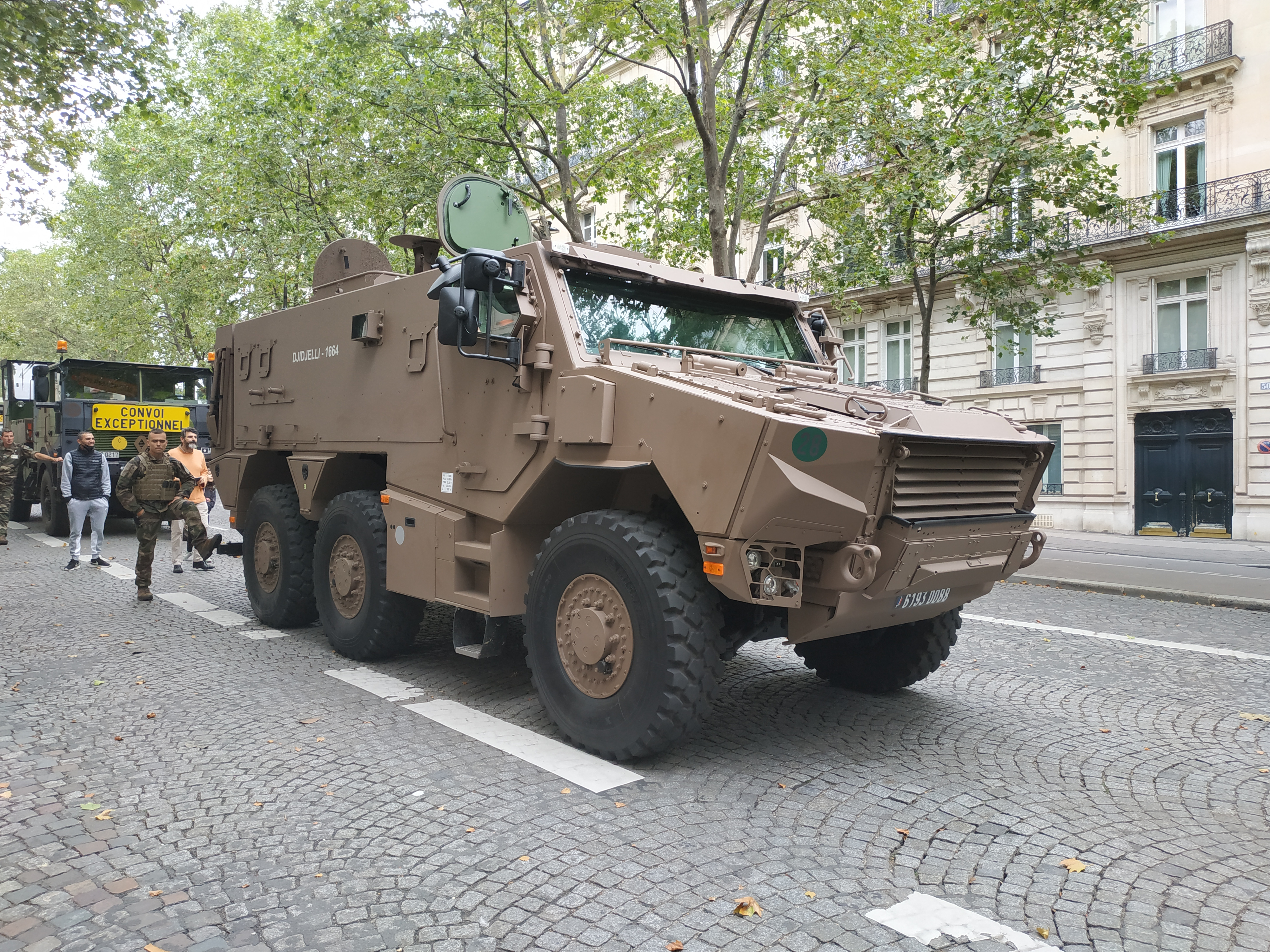
VBMR aux nouvelles couleurs de l'armée française lors du défilé du 14 juillet 2021.

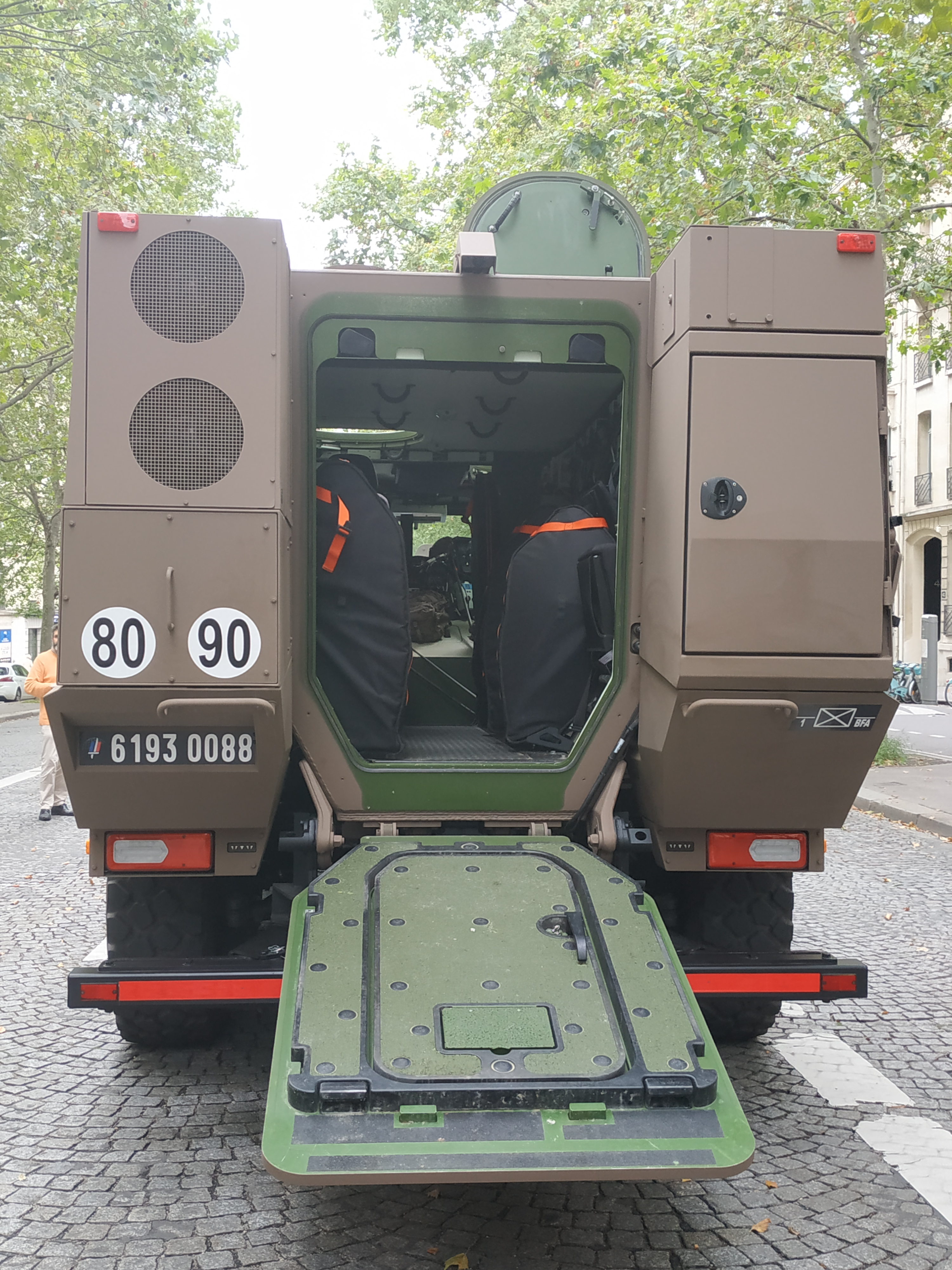
Vue de l'accès arrière du VBMR.

### VBMR
Le VBMR se décline en 6 versions principales réparties sur un objectif de 1 872 Griffon, dont la version transport de troupes qui est elle-même subdivisée en quatre sous-versions.
Modèles et versions du VBMR Griffon en dotation dans les équipements de l'Armée de terre française en février 2023
3 modèles :
- VTT : Véhicule Transport de Troupes.
  - Plusieurs versions :
    - FELIN : Transport d'Infanterie.
    - MMP : lance-Missile Moyenne Portée AKERON MP embarqué.
    - VPM 81 : Véhicule Porte Mortier de calibre 81 mm Mo 81 LLR embarqué.
    - VTM 120 : Véhicule Tracteur de Mortier de calibre 120 mm tracté 120MM RT.
    - VOA : Véhicule d'Observation d’Artillerie.
    - EPC : Engin Poste de Commandement.
    - SATCP : Sol-Air Très Courte Portée Missile Mistral embarqué.
    - Ravitaillement.
    - SAN : SANté, pour l'évacuation sanitaire.
- MEPAC : Mortier Embarqué Pour l'Appui au Contact, Griffon équipé d'un mortier 2R2M de calibre 120 mm.
- Reco NRBC : Reconnaissance Nucléaire, Radiologique, Biologique, Chimique.

#### Véhicules Transport de Troupes (VTT)
La version véhicule de transport de troupes est la version principale du Griffon. Déclinée en quatre sous-versions, elle sera la plus présente au sein de l'armée de terre :
- version FELIN : la sous-version Fantassin à équipements et liaisons intégrés (FELIN) est directement dédiée au combat d'infanterie, avec notamment la possibilité d'emporter des combattants entièrement équipés de leur système FELIN.
- version section de tir tireur d'élite ;
- version MMP : la sous-version missile moyenne portée (MMP) est équipée de plusieurs missiles moyenne portée pour la lutte antichar ;
- version ravitaillement.

#### Engin poste de commandement (PC) ou (EPC) et d'observation d'artillerie (VOA)
Le GRIFFON EPC est une version destinée au commandement, comprenant des systèmes de communication, des serveurs et des routeurs. Cette version du Griffon peut également être désignée comme un véhicule d'observation d'artillerie (VOA) en raison de son équipement accru dans ce domaine. Il est notamment équipé d'un système de désignation laser et d'une radio CONTACT adossés au système d'information SCORPION qui permet de localiser les départs de tir via le système optronique ANTARES. Un mât télescopique placé à l'arrière du véhicule permet d'augmenter la portée de ses communications. Son Radar GO12, opérant à 360° et jusqu'à 25 km, est capable de détecter, d’identifier et de suivre des véhicules terrestres, maritimes ou aériens, et des fantassins. Le véhicule dispose d'un tourelleau téléopéré T2 armé d’une mitrailleuse de calibre 7,62 mm sur le toit. Il peut accueillir un pilote et un tireur à l’avant, et cinq soldats/opérateurs à l’arrière du véhicule.
Une livraison de 333 EPC au total est programmée, dont la moitié sera livrée en 2025.

#### Santé
Le Griffon SAN destiné au service de santé des armées (SSA) est qualifié par la DGA en juin 2022. Il améliore la réalisation des missions médicales, par rapport au VAB actuellement utilisé, de par : une meilleure sécurité du personnel, grâce à son blindage plus important ayant une résistance accrue à la balistique, aux mines, aux engins explosifs improvisés (EEI), un espace de travail plus fonctionnel, grâce à un plus grand espace interne, et un meilleur confort, grâce à l’amélioration générale et technique du véhicule.
À partir de 2023, le SSA devrait bénéficier de la livraison de 196 GRIFFON SAN.

#### Génie
Le VBMR GEN (génie) a fait son apparition. Composé de 3 ensembles supplémentaires dont un système localisation acoustique (SLA), un kit observation proximale (KOP) ainsi qu'un kit de navigation (NAVKIT) il est une plus value pour la spécialité des sapeurs.

#### NRBC
Le VBMR NRBC aura la capacité d'œuvrer et de récupérer des informations dans un milieu ayant subi des dégâts relatifs aux effets d'un événement nucléaire, radiologique, bactériologique ou chimique.

#### Mortier Embarqué Pour l'Appui au Contact (MEPAC)

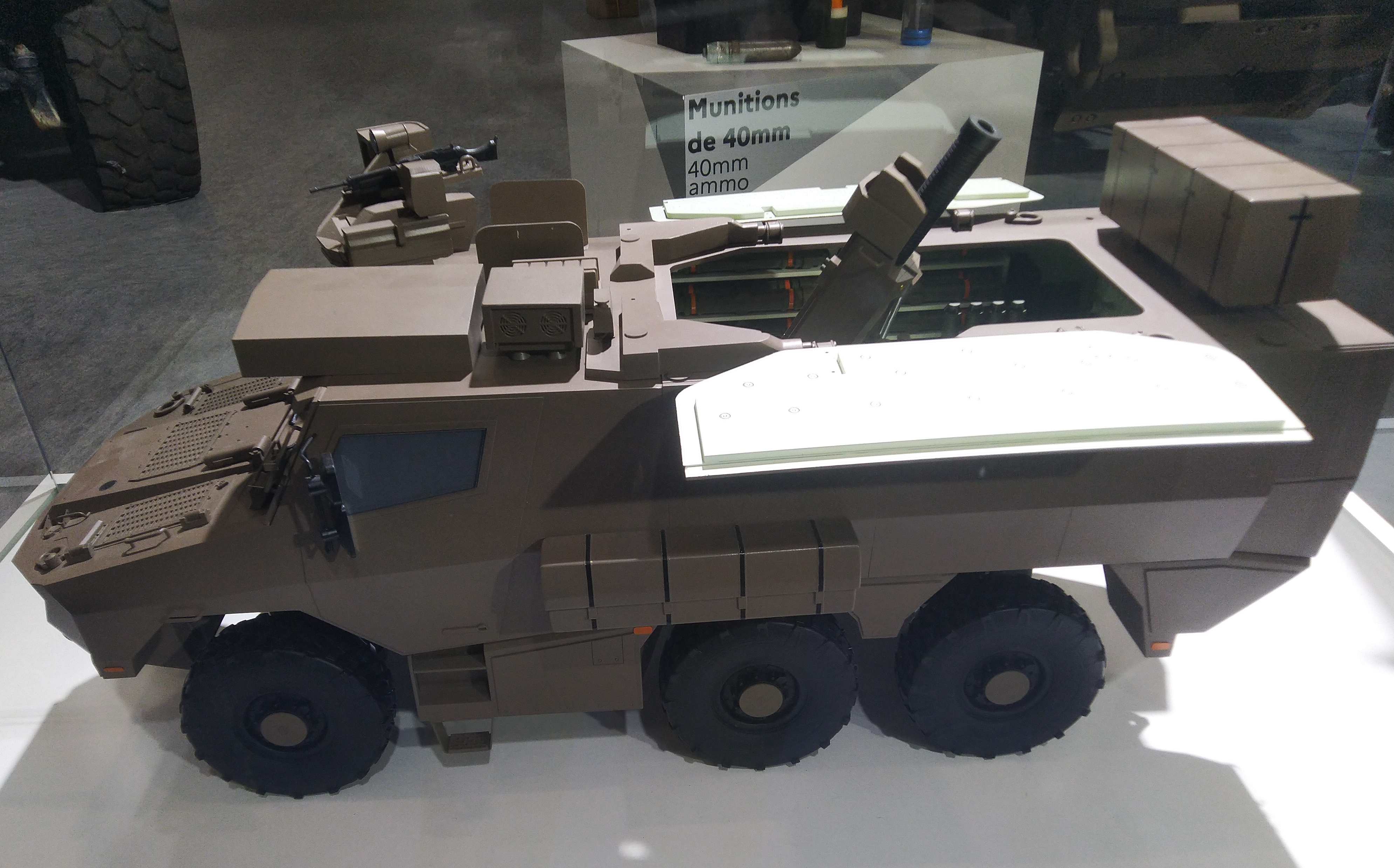
maquette VBMR Griffon MEPAC.

Le compartiment arrière du Griffon version MEPAC est aménagé afin de le doter d’un mortier semi-automatique (10 coups à la minute), le 2R2M, de calibre 120 mm ayant une portée de 15 km avec une précision métrique ; ainsi que d’un espace de stockage pour 32 obus, voire plus dans le futur. Il embarque une centrale inertielle, et il est intégré dans le système de conduite des feux ATLAS. Cette version est aussi munie d’un tourelleau téléopéré avec mitrailleuse de 7.62 mm. Son équipage comprendra quatre combattants : le pilote, l’opérateur tourelle et les deux opérateurs du mortier.
Le tube peut faire des tirs d'efficacité dès le premier coup puisque qu'aucun tir d'ancrage n'est nécessaire, contrairement au Mo-120-RT et réaliser un premier tir au bout d'une minute au lieu de dix pour ce dernier, grâce à sa centrale inertielle équivalente à celle du CAESAR, apportant par ailleurs une précision de l’ordre du millième de radian (deux fois plus précis que son prédécesseur). Il peut faire feu pratiquement à 360°, l’armée de Terre s’interdisant d’orienter le tube vers l’avant du véhicule pour éviter que le souffle n’endommage le tourelleau.
54 Griffon MEPAC sont commandés en 2022 pour une fin de livraison en 2028, le premier exemplaire est livré le 19 décembre 2024 au 8e Régiment du Matériel, les deux exemplaires suivants seront livrés en avril et mai 2025 au profit de l’École de l’artillerie [EEA] de Draguignan et de l’École du matériel de Bourges pour commencer l’appropriation par les chefs de pièce et la formation des maintenanciers. Chaque régiment d'artillerie recevra huit exemplaires afin de remplacer ses Mo-120-RT. Le 1er régiment de chasseurs d’Afrique, est l'unité chargée de vérifier leur bon fonctionnement puis de les livrer aux régiments concernés. Le 11e Régiment d'Artillerie de Marine sera le premier à en être équipé.
En mars 2025, la section technique de l’armée de Terre [STAT] achève une évaluation technico-opérationnelle [EVTO], pour vérifier qu'il répond aux exigences exprimées en 2018 par l’état-major de l’armée de Terre [EMAT]. D’autres évaluations vont avoir lieu, par exemple, en mai-juin les spécialistes NRBC du 2e régiment de dragons de Fontevraud étudieront sa décontamination. Des essais par temps froid et temps chaud se dérouleront à la faveur d’exercices interalliés. La poursuite des évaluations ne devrait pas empêcher l’EMAT de prononcer l’autorisation d’emploi rapidement.

## Utilisateurs
- France : l'acquisition des VBMR est programmée à partir de 2013[35] et notifiée en 2014[36]. Une première tranche de 319 véhicules est commandée en avril 2017[37]. La loi de programmation militaire 2019-2025 prévoit qu'à l'horizon 2030, l'armée de Terre dispose de 1 872 VBMR lourds 6 × 6 et 978 VBMR légers 4 × 4[38]. 575 exemplaires sont livrés au 31 décembre 2023[39].
- Belgique : commande de 382 VBMR 6x6 le 26 octobre 2018[40]. Ces VBMR seront assemblés par CMI Defence en Belgique ainsi que les tourelles des EBRC[41]. Ils participeront au remplacement des Piranha 3C et Dingo II au sein de la Brigade motorisée[42]. 24 Griffon MEPAC sont commandés en 2023 pour dans le cadre du partenariat franco-belge CaMo[43], ils doivent remplacer les Mo-120-RT actuellement en service[44].

### Futur et potentiel opérateurs
- Luxembourg : 16 VBMR Griffon font partie du projet de loi d'acquisition pour l'armée luxembourgeoise[45].